# Pardosa obscuripes
Pardosa obscuripes är en spindelart som beskrevs av Simon 1909. Pardosa obscuripes ingår i släktet Pardosa och familjen vargspindlar.
Artens utbredningsområde är Marocko. Inga underarter finns listade i Catalogue of Life.